# زاغی استرالیایی
زاغی استرالیایی (نام علمی: Gymnorhina tibicen) نام یک گونه از تیره زاغی‌های زنگوله‌ای است.